# Aloe imalotensis
Aloe imalotensis är en grästrädsväxtart som beskrevs av Gilbert Westacott Reynolds. Aloe imalotensis ingår i släktet Aloe och familjen grästrädsväxter.
Artens utbredningsområde är Madagaskar.

## Underarter
Arten delas in i följande underarter:
- A. i. imalotensis
- A. i. longiracemosa